# Июль 2008 года

Список событий июля 2008 года.

## События
- 1 июля
  - Американская сеть кофеен «Старбакс» объявила о закрытии в будущем году шести сотен своих заведений на территории США, в связи с плохой экономической обстановкой.
  - Граница Абхазии с Грузией по реке Ингур закрыта на неопределённый срок для передвижения граждан и автотранспорта. Решение об этом принято накануне, 30 июня, Советом Безопасности Абхазии в связи с серией терактов, произошедших 29 и 30 июня в Гагре и Сухуми.
  - РАО «ЕЭС России», крупнейшая электроэнергетическая монополия, перестало существовать как юридическое лицо.
  - Президент Польши Лех Качиньский заявил о своём отказе ратифицировать Лиссабонский договор.
  - Завершена миссия космического аппарата «Улисс», в течение 17 лет исследовавшего Солнце и Юпитер[1].
- 2 июля
  - В результате беспорядков в столице Монголии Улан-Баторе пять человек погибли, имеется большое число раненых. Волнения в городе начались после заявления крупнейшей оппозиционной силы, Демократической партии, о фальсификации итогов прошедших недавно парламентских выборов.
  - Роман Абрамович покинул пост губернатора Чукотки.
  - Катастрофа Ми-8 в Ямало-Ненецком округе.
- 3 июля
  - Около полуночи во время празднования Дня Независимости Белоруссии в Минске в толпе гуляющих взорвалась бомба, начинённая болтами и гайками. Около 50 раненых, погибших нет.
- 4 июля
  - Премьер-министр Польши Дональд Туск заявил, что Польша не согласна на размещение на своей территории элементов американской системы ПРО на условиях, предложенных Вашингтоном.
  - После ночного артиллерийского обстрела жилых кварталов Цхинвали в Южной Осетии объявлена всеобщая мобилизация.
- 8 июля
  - Госсекретарь США Кондолиза Райс и министр иностранных дел Чехии Карел Шварценберг подписали в Праге договор «О размещении радарной станции противоракетной обороны США в Чешской Республике». Министр иностранных дел Российской Федерации Сергей Лавров заявил в ответ, что Россия вынуждена будет реагировать «не дипломатическими, а военно-техническими методами».
  - В СМИ и блогах появились множество статей о запуске в ЦЕРНе Большого адронного коллайдера с ссылкой на неофициальный сайт lhcountdown.com. На самом деле точной даты запуска LHC пока нет, в первую очередь она будет опубликована на официальном сайте ЦЕРНа.
  - Лидеры наций, встретившиеся в Японии на саммите Большой восьмёрки, согласились сократить выбросы парникового газа, по крайней мере, на 50 % к 2050 году.
- 10 июля
  - Первый вице-премьер Беларуси Владимир Семашко объявил о том, что в стране начинается массовая приватизация. В ближайшие три года здесь будет приватизировано 519 предприятий. Одним из первых государство планирует продать Минский автомобильный завод.
  - Соединённые Штаты де-факто обвиняют Россию в провоцировании конфликта в Грузии[2].
  - ТЭФИ может прекратить своё существование. Медиа-холдинг ВГТРК отказывается номинировать свои программы.
  - Один из символов Октябрьской революции крейсер Аврора попал в аварию. В него врезался катер.
- 11 июля
  - Рашид Нургалиев предложил приравнять Интернет к СМИ.
- 12 июля
  - Международный астрономический союз переклассифицировал транснептуновый объект 2005 FY9 в карликовую планету.
  - 11—12 июля проходил четвёртый съезд Российского народно-демократического союза Касьянова. (Викиновости)
- 13 июля
  - Папа римский Бенедикт XVI начал свой девятидневный визит в Австралию в честь празднования Всемирного фестиваля католической молодёжи.
- 14 июля
  - Открылся 46-й международный авиакосмический салон «Фарнборо-2008».
- 15 июля
  - На Украине начались военные учения «Си бриз-2008», в которых принимают участие военные из стран НАТО. Православно-патриотические организации Украины встретили их начало массовым пикетом.
  - Отряд таиландской армии в составе примерно 30 военнослужащих нарушил границу Камбоджи и вторгся на территорию страны в районе храма Преах Вихеар.
- 16 июля
  - Таиландские власти довели до 200 человек численность военного контингента, который вошёл на территорию соседней Камбоджи в районе храма Преах Вихеар.
- 20 июля
  - На севере Испании прогремели пять взрывов. Ответственность за теракт взяла на себя Баскская террористическая организация ЭТА.
- 21 июля
  - Стратегический бомбардировщик B-52 ВВС США разбился у Гуама.
  - В Сингапуре открылась 41-я встреча глав внешнеполитических ведомств Ассоциации стран Юго-Восточной Азии. Как ожидается, главными темами заседания станут проблемы Мьянмы и территориальный спор на границе Таиланда и Камбоджи.
  - После подписания протокола между Россией и Китаем поставлена точка в пограничном размежевании, переговоры по которому заняли более 40 лет, и завершено юридическое оформление общей границы между государствами. Китаю передано два острова на реке Амур. Остров Тарабаров превратится в Иньлундао — остров Серебряного Дракона, а западная часть Большого Уссурийского получит название Хэйсяцзыдао — остров Чёрного Медведя.
  - Первым президентом Непала избран Рам Баран Ядав, которого поддержала центристская партия «Непальский конгресс».
  - Арестован бывший лидер боснийских сербов Радован Караджич.
- 22 июля
  - Для вынесения вотума недоверия правительству индийскому парламенту не хватило нескольких голосов. Левая и правая оппозиция дружно атаковала правящую коалицию во главе с Индийским национальным конгрессом за переговоры с США о заключении Договора по сотрудничеству в области использования ядерной энергетики в мирных целях. По мнению оппозиции, это соглашение даёт Вашингтону чрезмерное влияние на внешнюю и ядерную политику.
- 23 июля
  - Президент Венесуэлы Уго Чавес под конец рабочего визита в Москву предложил России всерьёз подумать о размещении российских военных баз на территории своей страны[3].
  - Государство Кабо-Верде стало 153 членом Всемирной Торговой Организации.
- 24 июля
  - Европейский суд по правам человека принял решение в пользу Василия Кононова: власти Латвии должны будут выплатить ему компенсацию в размере 30 тысяч евро.
  - На северо-востоке Японии произошло землетрясение силой 6,8 балла, от последствий подземных толчков, эпицентр которых находился в северной части префектуры Иватэ на глубине 120 километров под поверхностью земли, пострадали от 26 до 76 человек. Девять человек получили серьёзные ранения[4].
  - Google объявил о начале работы своей онлайновой энциклопедии Knol, схожей по принципу работы с Википедией.
- 25 июля
  - Международный олимпийский комитет принял решение не допустить иракскую команду к играм в Пекине. Причиной запрета стало вмешательство государства в политику Национального олимпийского комитета Ирака.
  - Скончался народный артист СССР Михаил Пуговкин.
- 26 июля
  - Теракты в Индии: в течение часа прогремели 17 взрывов — в жилых районах, на базарах, на общественном транспорте и в больницах. После этого были найдены и невзорвавшиеся устройства.
- 27 июля
  - На Байкале, в районе населённого пункта Турка прошли погружения на дно озера глубоководных аппаратов «Мир-1» и «Мир-2».
  - Карлос Састре из CSC стал победителем «Тур де Франс».
  - В результате двух взрывов в столице Турции Стамбуле, не менее 16 человек погибло и около 150 человек пострадало.
- 28 июля
  - В результате стихийного бедствия на Украине — сильных дождей, вызвавших затопление населённых пунктов в западной части страны, — погибли 22 человека.
  - Российская теннисистка Динара Сафина выиграла турнир WTA в Лос-Анджелесе, обыграв в финале итальянку Флавию Пеннетту.
  - Сильно пострадал от пожара Большой пирс (Вестон-супер-Мер).
- 29 июля
  - Началась ICHEP-08 — самая крупная конференция по физике элементарных частиц, в ней участвуют свыше 100 физиков из 70 стран, среди прочего представлены доклады о текущем состоянии дел на большом адронном коллайдере.
  - Король Тонга Джордж Тупоу V объявил об отказе от полноты власти. Парламент в Тонга планируется сформировать к 2010 году[5].
  - В центре Белграда прошёл митинг в защиту бывшего президента Сербской республики Боснии-Герцеговины Радована Караджича. На площади собралось около одиннадцати тысяч человек[6].
  - Землетрясение затронуло значительную часть Лос-Анджелеса. В эпицентре, находившемся в 47 километрах от города, магнитуда землетрясения составила 5,4[7].
  - Новое правительство Австралии отменило практику заключения под стражу беженцев, прибывающих в страну[8].
- 30 июля
  - Российская легкоатлетка Елена Исинбаева на турнире «Супер Гран-при» в Монако установила новый мировой рекорд в прыжках с шестом, взяв высоту 5,04 метра.
  - Международный олимпийский комитет разрешил двум из семи иракских спортсменов принять участие в Олимпийских играх, которые пройдут в Пекине.
  - Суд принял решение об экстрадиции Гэри Маккиннона в США.
- 31 июля
  - Премьер-министр Израиля Эхуд Ольмерт отказался переизбираться на пост председателя правящей партии «Кадима»[9].